# Medaile Za práci v zemědělství
Medaile Za práci v zemědělství (rusky Медаль «За труды по сельскому хозяйству») je státní vyznamenání Ruské federace založené roku 2004. Medaile je udílena občanům Ruska za zásluhy v oblasti zemědělství a za velký přínos pro rozvoj agrokombinátu, za školení personálu, za vědeckou a další činnost směřující ke zvýšení efektivnosti zemědělské výroby. Za určitých podmínek může být udělena i cizincům.

## Historie
Medaile byla založena dekretem prezidenta Ruské federace č. 335 O zřízení medaile Za práci v zemědělství ze dne 10. března 2004. Předpis byl upraven dekretem prezidenta Ruské federace č. 1099 O opatřeních ke zlepšení systému státních vyznamenání Ruské federace ze dne 7. září 2010. Stanovy vyznamenání byly doplněny dekretem prezidenta Ruské federace č. 1631 ze dne 16. prosince 2011. Tento dekret zavedl miniaturu vyznamenání.

## Pravidla udílení
Medaile se udílí občanům Ruské federace za zásluhy v oblasti zemědělství a za velký přínos k rozvoji agrokombinátu, za školení personálu, za vědeckou a další činnost vedoucí ke zvýšení efektivnosti zemědělské výroby. Obvykle se udílí za podmínky, že osoba nominovaná na toto vyznamenání je již držitelem čestného titulu Zasloužilý pracovník v zemědělství Ruské federace. Může být udělena i cizím státním příslušníkům, kteří vyrábějí zemědělské produkty na území Ruské federace, a to za zvláštní služby při rozvoji zemědělsko-průmyslového komplexu Ruské federace.
Medaile Za práci v zemědělství se nosí nalevo na hrudi. V přítomnosti dalších ruských vyznamenání se nosí za medailí Za práci v kultuře a umění.

## Popis medaile
Medaile pravidelného kulatého tvaru o průměru 32 mm je vyrobena z pozlaceného stříbra. Vnější okraj medaile je vystouplý. Na přední straně je zeleně smaltovaný kříž. Uprostřed kříže je reliéf státního znaku Ruské federace lemovaný věncem z pšeničných klasů. Na zadní straně je nápis v cyrilici ЗА ТРУДЫ ПО СЕЛЬСКОМУ ХОЗЯЙСТВУ.
Medaile je připojena pomocí jednoduchého kroužku ke kovové destičce ve tvaru pětiúhelníku potažené hedvábnou stuhou z moaré širokou 24 mm. Stuha je zelená se dvěma žlutými proužky širokými 1,5 mm ležícími ve vzdálenosti 1,5 mm od okrajů.